# 藤原忠主
藤原 忠主（ふじわら の ただぬし）は、平安時代前期の貴族。藤原南家、参議・藤原巨勢麻呂の曾孫。備前介・藤原伊勢雄の子。官位は従四位上・丹後守。

## 経歴
太皇太后宮少進兼斎院次官を経て、貞観年間半ばに皇太后宮大進兼斎院長官に昇格し、貞観10年（868年）従五位上に昇叙される。
陽成朝の元慶2年（878年）常陸介として地方官に転じ、任期中の元慶6年（882年）に正五位下に叙せられる。
散位を経て、光孝朝の仁和2年（886年）民部大輔に任ぜられて京官に復し、翌仁和3年（887年）従四位下に昇進する。
宇多朝以降、従四位上・丹後守に至る。

## 官歴
注記のないものは『日本三代実録』による。
- 時期不詳：従五位下。蔵人[1]。太皇太后宮少進兼齋院次官
- 貞観8年（866年） 正月23日：齋院長官
- 貞観9年（867年） 2月11日：皇太后宮大進（齋院長官兼務）
- 貞観10年（868年） 12月9日：従五位上
- 元慶2年（878年） 正月11日：常陸介
- 元慶6年（882年） 正月7日：正五位下
- 仁和2年（886年） 正月16日：民部大輔
- 仁和3年（887年） 正月7日：従四位下
- 時期不詳：従四位上。丹後守[1]

## 系譜
『尊卑分脈』による。
- 父：藤原伊勢雄
- 母：従四位下光厚（姓不明）の娘
- 妻：不詳
- 生母不明の子女
  - 男子：藤原高松
  - 男子：藤原高風 - あるいは藤原高松の子